# Real Hospital Português
O Real Hospital Português ComB • MHIH é um hospital brasileiro, católico, fundado em 16 de novembro de 1855 na cidade do Recife, capital de Pernambuco. Trata-se do maior complexo hospitalar do Norte-Nordeste do Brasil.
Foi o primeiro hospital de uma série que seria denominada como Beneficência Portuguesa e que se espalhou por diversas cidades do país para atender sobretudo os imigrantes portugueses. Em 1907, o rei Dom Carlos atribuiu o título de “Real” ao hospital recifense.
O Real Hospital Português recebeu, em 2015, a certificação Accreditation Standards for Hospitals da Joint Commission International (JCI).

## Características

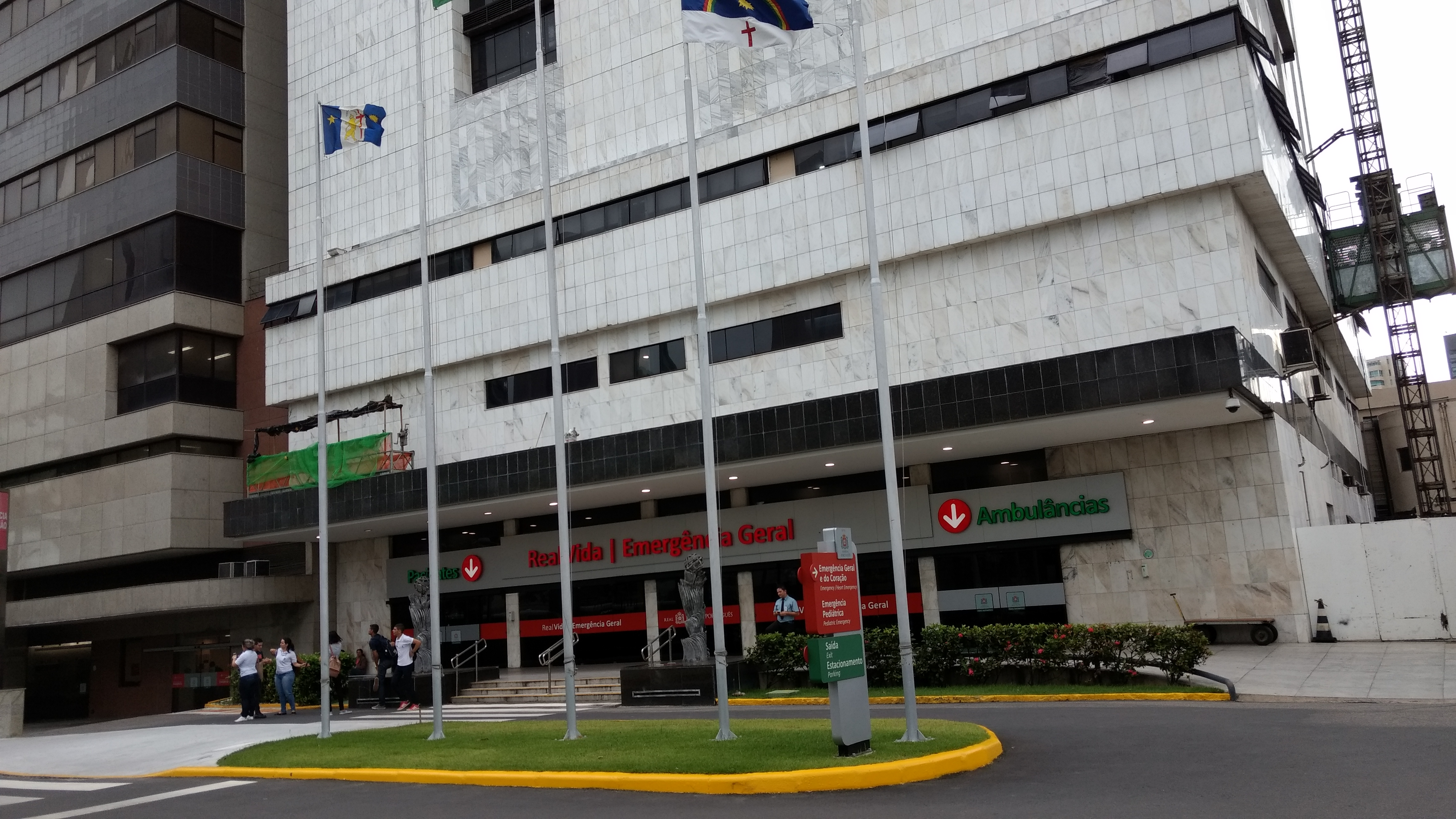
Egas Moniz, um dos edifícios do complexo hospitalar.

O Real Hospital Português, localizado no bairro da Ilha do Leite no Recife, é o maior complexo hospitalar do Norte-Nordeste do Brasil, com uma área construída de 130.855 m² onde trabalham cerca de cinco mil funcionários.
Possui 850 leitos, dois laboratórios e diversas clínicas especializadas. Existe também uma unidade avançada do hospital no bairro de Boa Viagem.

## Honrarias
- Comendador da Ordem de Benemerência de Portugal (5 de julho de 1946)[4]
- Membro-Honorário da Ordem do Infante D. Henrique de Portugal (18 de julho de 2016)[5]